# Andrej Esjpaj (filminstruktør)
Andrej Esjpaj (russisk: Андре́й Андре́евич Эшпа́й) (født 18. april 1956 i Moskva i Sovjetunionen) er en sovjetisk filminstruktør og manuskriptforfatter.

## Filmografi
- Sjut (Шут, 1988)[2][3]
- Unizjennyje i oskorbljonnyje (Униженные и оскорблённые, 1991)